# NGC 5764
NGC 5764 (również OCL 934 lub ESO 223-SC4) – gromada otwarta znajdująca się w gwiazdozbiorze Wilka. Odkrył ją John Herschel 8 lipca 1834 roku. Jest położona w odległości ok. 9,1 tys. lat świetlnych od Słońca.